# 阿让特雷迪普莱西
阿让特雷迪普莱西（法語：Argentré-du-Plessis，發音：[aʁʒɑ̃tʁe dy plɛsi]）是法国布列塔尼大区伊勒-维莱讷省富热尔-维特雷区的市镇，位于该省东部，面积41.46平方千米，2022年1月1日人口为4,591人。

## 地理
阿让特雷迪普莱西（48°3'26"N, 1°9'14"W）面积41.46平方千米，位于法国布列塔尼大區伊勒-维莱讷省，该省份为法国西北部沿海省份，位于布列塔尼半岛东部，北濒大西洋，西接阿摩尔滨海省和莫尔比昂省，南至大西洋卢瓦尔省，西南端接曼恩-卢瓦尔省，东临马耶讷省，东北与芒什省接壤。
与阿让特雷迪普莱西接壤的市镇（或旧市镇、城区）包括：布列勒、多马兰、埃尔布雷、埃特雷勒、塞什河畔热讷、蒙德韦尔、勒佩特尔、圣日耳曼迪皮内勒。
阿让特雷迪普莱西的时区为UTC+01:00、UTC+02:00（夏令时）。

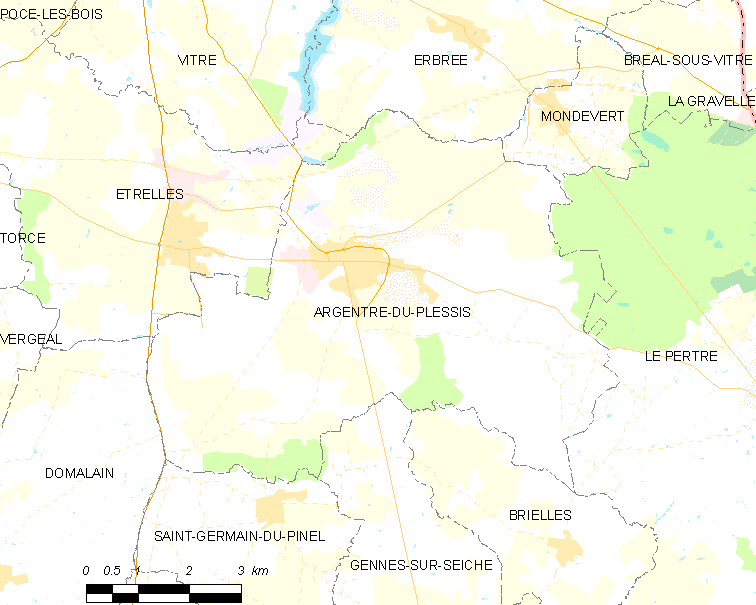
阿让特雷迪普莱西的OSM定位图

## 行政
阿让特雷迪普莱西的邮政编码为35370，INSEE市镇编码为35006。

## 政治
阿让特雷迪普莱西所属的省级选区为布列塔尼地区拉盖尔什县。

## 人口

1962-2008年间阿让特雷迪普莱西人口变化图示

阿让特雷迪普莱西于2022年1月1日时的人口数量为4591人。